# Deklaracija o terapevtski prekinitvi nosečnosti
Deklaracija o terapevtski prekinitvi nosečnosti je dokument Svetovnega zdravniškega združenja, v katerem so opisana stališča in postavljene smernice glede izvajanja postopka umetne prekinitve nosečnosti. Deklaracija je bila sprejeta na 25. skupščini SZZ leta 1970 v Oslu in je, kljub temu da jo je sprejela skupščina SZZ, neobvezna za nacionalna zdravniška združenja. SZZ v deklaraciji zahteva, da naj bo prekinitev nosečnosti opravljena le kot terapevtski poseg in ob tem dovoljuje, da zdravnik njegovo izvedbo tudi odkloni. Zdravnikova pravica do zavrnitve je pogojena z možnostjo zagotovitve nadomestnega specialista, ki bo poseg opravil. Deklaracija govori izključno o medicinski indikaciji za splav in se populacijsko načrtovane prekinitve nosečnosti - ti. socialne indikacije ne dotika. V Sloveniji je opisano področje urejeno s Kodeksom medicinske deontologije Slovenije, Zakonom o zdravstvenih ukrepih pri uresničevanju pravice do svobodnega odločanja o rojstvu otrok (ZZUUP) in 55. členom Ustave RS.

## Zgradba in vsebina
Deklaracija je sestavljena iz 7. členov. V uvodnem členu SZZ poudarja temelje zdravnikovega poslanstva, ki jih opisuje Ženevska zdravniška zaobljuba. Ta del deklaracije je zapisan kot prolog, v katerem avtor jasno opredeli primarno zdravnikovo vlogo, tj. "spoštovanje in ohranjanje človeškega življenja od njegovega spočetja dalje". V drugem členu SZZ opozarja na morebitna razhajanja med interesi nosečnice in interesi njenega še nerojenega otroka. Takoj zatem poudari, da so stališča o življenju še nerojenega otroka večplastna in med ljudmi različna. Deklaracija v 3. členu razlaga, da pogosto obstajajo razlike med znanstveno utemeljenimi resnicami glede življenja in stališči nosečnice, ki izvirajo iz njenega osebnega prepričanja in osebne vesti. Člen se končuje z zahtevo, da moramo pri odločanju upoštevati in spoštovati obe gledišči. V 4. členu deklaracije SZZ pove, da predpisovanje stališč in pravil v zvezi z umetno prekinitvijo nosečnosti ni dolžnost zdravniškega stanu, ki pa si mora kljub temu prizadevati za varstvo bolnikov in pravice zdravnikov. Iz tega izhaja stališče SZZ, ki meni, da se prekinitev nosečnosti lahko opravi le kot terapevtski ukrep. 6. člen daje zdravniku pravico, da izvedbo posega zaradi osebnih prepričanj in moralnih zadržkov tudi odkloni, vendar le pod pogojem, da zagotovi za nadaljnje zdravljenje drugega, usposobljenega zdravnika. SZZ na koncu poudarja neobveznost določb deklaracije za posamezna združenja, razen v primeru da so besedilo deklaracije vključila v svojo zakonodajo.